# Московская государственная академическая филармония
Московская государственная академическая филармония (сокр. МГАФ) — одна из крупнейших концертных организаций мира, проводящая более 3000 концертов в год на концертных площадках Москвы, а также в регионах России и за рубежом. 

## Расположение
Главный административный блок Московской филармонии находится в здании Концертного зала имени П. И. Чайковского на Триумфальной площади. В 2007 году открылся камерный зал, проход в который осуществляется через фойе КЗЧ. Многие ошибочно считают, что камерный зал находится под одной крышей с Залом Чайковского, но на самом деле это другое здание, расположенное во внутреннем дворе Тверской улицы (дом 29, строение 3).  
В 2014 году в пользование Московской филармонии перешло здание бывшего театра в Олимпийской деревне на юго-западе столицы. После реконструкции комплекс получил название «Филармония-2», в котором действуют 4 зала.  

## История

### Советский период
Московская государственная филармония была основана в 1921 году по инициативе наркома просвещения А. В. Луначарского. Первый концерт был проведён 29 января 1922 года в Большом зале Московской консерватории. 

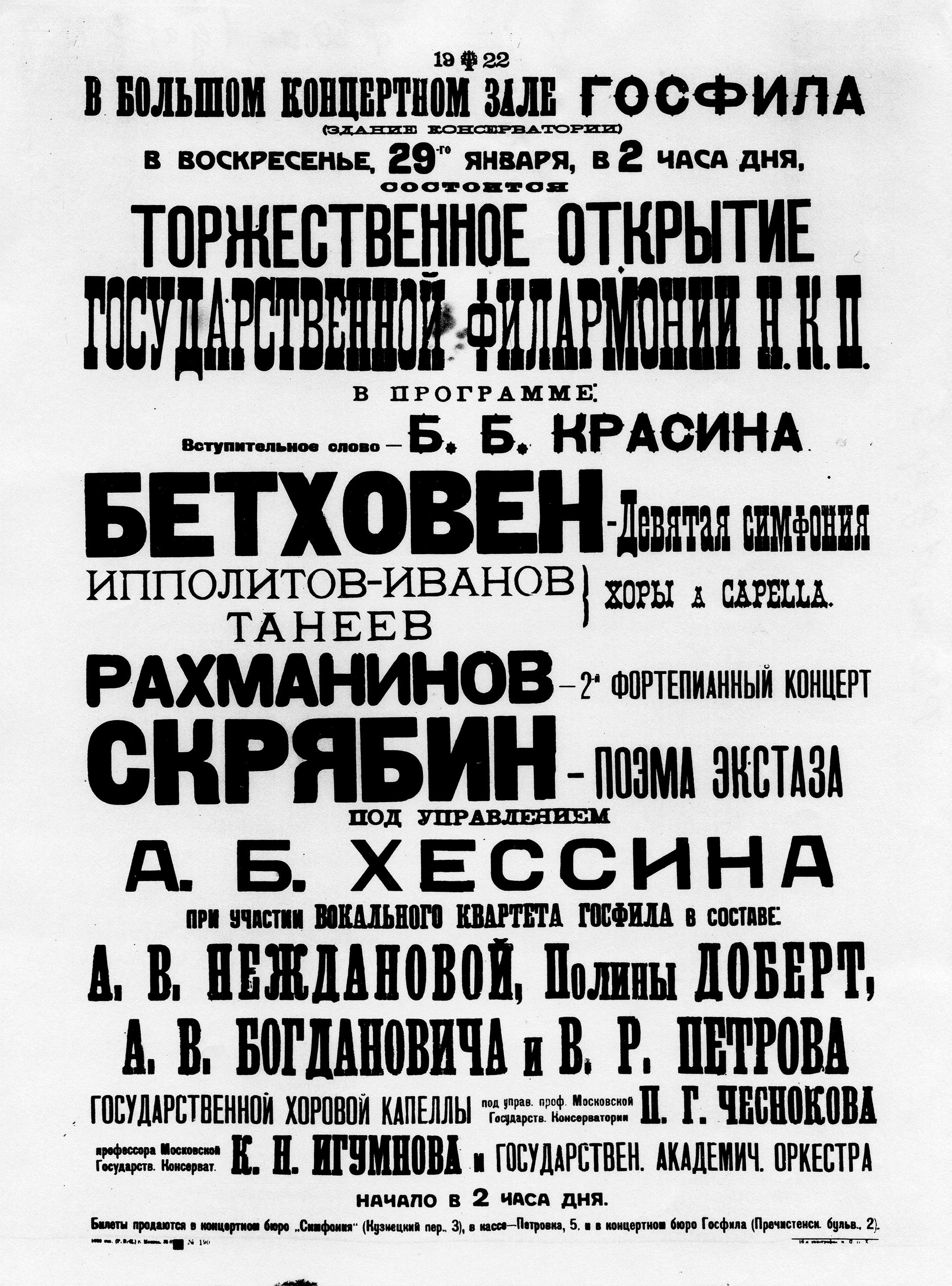
Афиша первого концерта

В течение всего советского периода отечественной истории сохраняла за собой лидирующее положение, представляя в СССР и за его пределами крупнейших советских музыкантов. Художественный совет филармонии, руководимый Николаем Мясковским, в 1920-е годы представляет в Москве крупнейших музыкантов мира: дирижёров Отто Клемперера, Германа Абендрота, Эриха Кляйбера, Эрнеста Ансерме. Следующее десятилетие будет ознаменовано для филармонии гастрольными выступлениями Артура Рубинштейна, Ефрема Цимбалиста, Яши Хейфеца, Мариан Андерсон. Филармония знакомит слушателей с новейшей музыкой крупнейших европейских авторов — авторские концерты в Москве дают Дариюс Мийо, Артур Онеггер и Бела Барток.
В 1923 году филармония представляет коллектив, которому впоследствии будет суждено обрести мировую известность — Квартет имени Бетховена. В 1928 году в исполнительском составе филармонии появляется симфонический оркестр филармонии («Софила»), во главе которого становятся выдающиеся советские дирижёры Николай Голованов и Александр Орлов.
В 1930-е годы по инициативе Московской филармонии проводится два Всесоюзных конкурса музыкантов-исполнителей. В число лауреатов попадают молодые звёзды советской России — Эмиль Гилельс, Святослав Кнушевицкий, Яков Флиер, Давид Ойстрах, Вера Дулова. В 1936 году при филармонии создаётся Государственный симфонический оркестр СССР, художественным руководителем и главным дирижёром которого становится Александр Гаук. В 1937 году исполнительский состав филармонии значительно расширяется — в нём появляются более 80 солистов, среди них — певицы Нина Дорлиак, Дебора Пантофель-Нечецкая, пианисты Мария Гринберг, Яков Флиер, Юрий Брюшков, скрипачи Мирон Полякин и Михаил Фихтенгольц. Ещё один инициированный филармонией форум — на сей раз Первый Всесоюзный конкурс дирижёров — становится важнейшим достижением для плеяды дирижёров нового поколения — звания лауреатов получают Евгений Мравинский, Натан Рахлин, Константин Иванов, Кирилл Кондрашин, Александр Мелик-Пашаев. Меньше чем за год до начала войны, 12 октября 1940 года, торжественно открывается Концертный зал, которому было присвоено имя П. И. Чайковского.
В годы войны филармония не прекращала концертную деятельность. Яркое доказательство тому — шефские концерты для призывников, проводившиеся во всех районах Москвы начиная с 23 июня 1941 года, спустя два дня после начала войны. Только за первые 10 дней войны было дано более тысячи концертов. В год окончания войны филармония проводит несколько важнейших концертов, среди которых: цикл всех симфонических произведений Рахманинова, первое исполнение «Оды на окончание войны» Прокофьева под управлением Самуила Самосуда. Всесоюзный конкурс музыкантов-исполнителей выдвигает когорту молодых музыкантов: Святослава Рихтера, Мстислава Ростроповича, Виктора Мержанова, Якова Слободкина, Юлиана Ситковецкого.
Послевоенные годы на филармонических афишах впервые упоминается Государственный квартет имени Бородина, Государственный квартет имени Чайковского, появляются имена скрипача и композитора Джордже Энеску и Золтана Кодая. К 75-летию со дня рождения Рахманинова (1948) под управлением Александра Гаука впервые в Москве прозвучала восстановленная дирижёром Первая симфония Рахманинова.

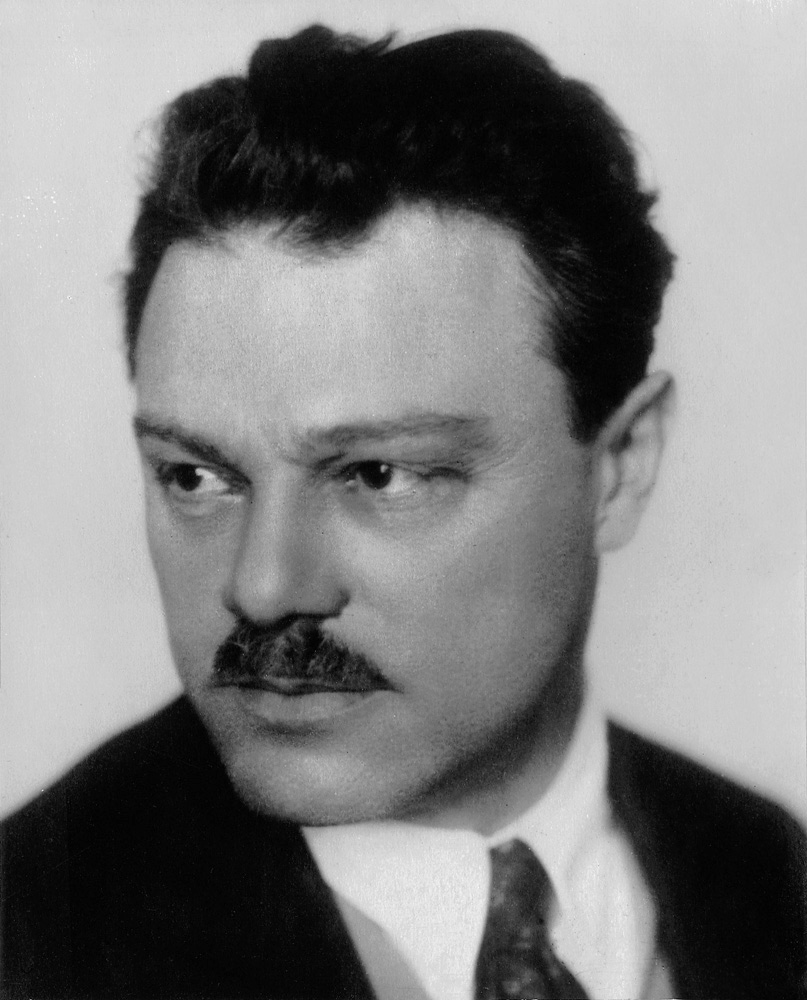
Самуил Самосуд — первый художественный руководитель академического симфонического оркестра Московской филармонии

В начале 1950-х годов при Всесоюзном радиокомитете создаётся симфонический оркестр, с 1953 года ставший оркестром Московской филармонии (первый художественный руководитель — Самуил Самосуд).
Знаменательным для Московской филармонии становится 1956 год. Известный альтист и дирижёр Рудольф Баршай выступает инициатором создания первого в СССР камерного коллектива, который впоследствии получит название Московский камерный оркестр. В этом же году в Москве выступают крупнейшие симфонические оркестры мира: Лондонский филармонический оркестр (дирижёр Адриан Боулт), лейпцигский оркестр Гевандхауса (дирижёр Франц Конвичный), Филадельфийский оркестр (дирижёр Юджин Орманди) и Бостонский симфонический оркестр (дирижёр Шарль Мюнш).
В 50-е годы Московская филармония продолжает последовательно включать в свои программы новые сочинения советских композиторов — Седьмую симфонию Прокофьева (1952), Одиннадцатую симфонию Шостаковича (1957), «Патетическую ораторию» Свиридова (1959). В 1958 году Филармония выступает одним из организаторов Первого международного конкурса имени Чайковского. Продолжаются гастроли известных зарубежных музыкантов — дирижёров Леопольда Стоковского, Курта Мазура, Юджина Орманди, Леонарда Бернстайна, Андре Клюитанса, Игоря Маркевича, виолончелиста Пабло Казальса, пианиста Гленна Гульда.
В 1960 году начинается новая страница в биографии симфонического оркестра Московской филармонии — во главе коллектива становится Кирилл Кондрашин, под руководством которого оркестр быстро приобретает международный авторитет и славу одного из ведущих советских коллективов. На начало 60-х приходятся памятные гастроли Игоря Стравинского, концерты оркестра Венской филармонии под управлением Герберта фон Караяна, хора и камерного оркестра под управлением Роберта Шоу. В 1963 году филармония организует собственный фестиваль искусств «Русская зима», а спустя год впервые проводит другой фестиваль — «Московские звёзды».
В середине 60-х годов создан первый в стране ансамбль старинной музыки «Мадригал» под управлением композитора и клавесиниста Андрея Волконского. Художественным руководителем и главным дирижёром Государственного симфонического оркестра СССР назначен Евгений Светланов. Симфонический оркестр Московской филармонии впервые гастролирует в США, а в СССР с ответным визитом приезжает Кливлендский симфонический оркестр под управлением Джорджа Селла и Джульярдский квартет. Расширяется круг молодых солистов филармонии — в 1966 году на филармонических афишах появляются имена Николая Петрова и Владимира Крайнева, спустя четыре года к ним добавляются имена Виктора Третьякова, Виктории Постниковой, Владимира Спивакова, Олега Кагана.
В 1970-х—80-х годах Московская филармония регулярно представляет в Москве и других городах крупнейших музыкантов мира и ведущие симфонические коллективы. Так, в рамках «Дней английской музыки в Москве» проходят выступления Лондонского симфонического оркестра под управлением Бенджамина Бриттена и солистов — Питера Пирса, Джона Лилла, Святослава Рихтера, Мстислава Ростроповича. В 1973 году в Москве даёт концерт симфонический оркестр Сан-Франциско под управлением Сейджи Озавы. В 1977 году в Москве дебютирует Дитрих Фишер-Дискау, выступающий в ансамбле со Святославом Рихтером.
17 марта 1972 года Московская государственная филармония награждена орденом Трудового Красного Знамени за заслуги в  пропаганде музыкального искусства.
В 1980 году солисты и коллективы Московской филармонии принимают участие в культурной программе ХХ летних Олимпийских игр в Москве. Памятные события тех лет — авторский вечер польского композитора Витольда Лютославского, появление в составе филармонии новых коллективов («Академия старинной музыки», «Концертино»), легендарный концерт в Большом зале консерватории Владимира Горовица, гастроли Нью-Йоркского филармонического оркестра под управлением Зубина Меты.

### 1990-е годы
В начале 90-х филармония успешно проводит гастроли Чикагского симфонического оркестра под управлением Георга Шолти, Израильского филармонического оркестра с Зубином Метой и Ицхаком Перлманом. Разнообразные фестивали, среди которых «Русская православная музыка», фестиваль, посвящённый 50-летию образования Государственного квартета им. Бородина, фестиваль, посвящённый 50-летию Виктора Третьякова, серия концертов к 850-летию Москвы, также являются характерной чертой этого десятилетия.
В 1996 году приказом Министерства культуры РФ Московской государственной филармонии было присвоено звание «академическая».
В 1998 году пост художественного руководителя и главного дирижёра Академического симфонического оркестра Московской филармонии занял народный артист СССР Юрий Симонов.

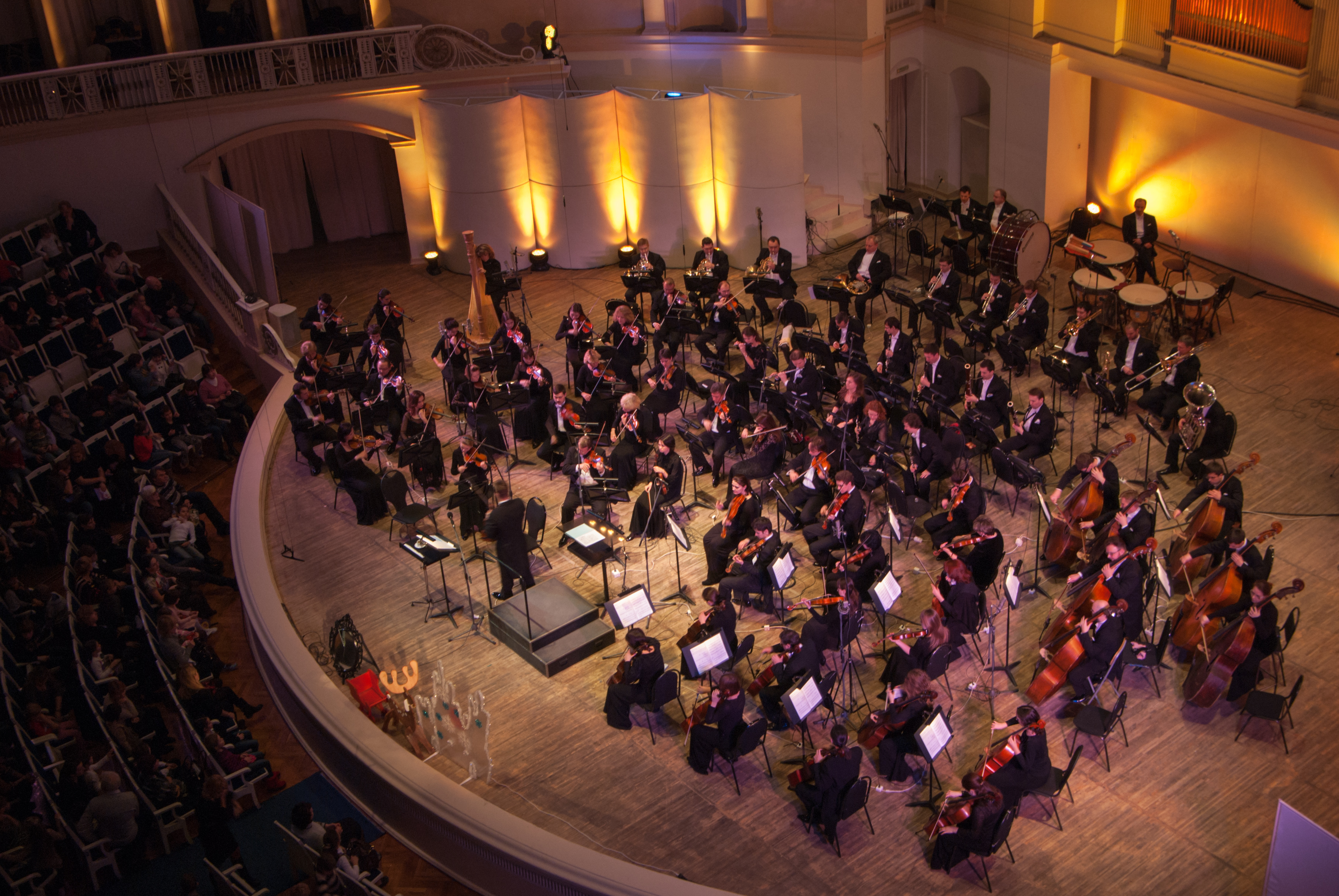
Академический симфонический оркестр Московской филармонии

### 2000-е годы
В 2003 году пост художественного руководителя Московской филармонии занял народный артист России, композитор Александр Чайковский. 
С начала 2000-х годов значительно расширился круг выдающихся артистов и коллективов, принимающих участие в филармонических концертах. В Москве с гастролями побывали Венский филармонический оркестр с Даниэлем Баренбоймом, Берлинские «филармоники» с Саймоном Рэттлом, ансамбль «12 виолончелистов Берлинской филармонии», «Оркестр Артуро Тосканини» с Лорином Маазелем, Симфонический оркестр Баварского радио с Марисом Янсонсом, камерный оркестр театра Ла Скала, Лондонский симфонический с Валерием Гергиевым, композитор и дирижёр Кшиштоф Пендерецкий, выдающиеся солисты: Патриция Чьофи, Марк-Андре Амлен, Альфред Брендель, Маурицио Поллини и многие другие.
С 2000 года проводится фестиваль «Посвящение Олегу Кагану», в 2005-м в афише появились фестивали «Девять веков органа» и «Виртуозы гитары». С большим успехом прошли фестивали в честь 70-летия со дня рождения Альфреда Шнитке (2004), 100-летия Д. Шостаковича (2006), «Приношение Мстиславу Ростроповичу» (2008). 
Не меньшее внимание уделяет филармония и деятельности в России, взаимодействию с регионами, где функционирует программа «Всероссийские филармонические сезоны», в рамках которой ведущие коллективы и солисты МГАФ посещают десятки городов — от Калининграда до Владивостока, ежегодно давая более 120 концертов. В сезоне 2008—2009 это направление филармонической работы обогатилось и обратной связью: на сцене Концертного зала им. П. И. Чайковского выступают лучшие симфонические оркестры России.
В декабре 2007 года открылся Камерный зал на 95 мест, расположенный в здании Концертного зала Чайковского. С появлением Камерного зала значительно увеличился удельный вес современной музыки в филармонических концертных программах, в том числе самых авангардных течений. Эта тенденция нашла своё воплощение в фестивале «Другое пространство». Камерный зал стал важным звеном и в осуществлении филармонической «Программы продвижения молодых исполнителей»: здесь проходят концерты первого звена этой программы — «Филармонический дебют».

### 2010-е годы
13 февраля 2012 года коллектив федерального государственного бюджетного учреждения культуры «Московская государственная академическая филармония» удостоен Благодарности Президента Российской Федерации за большой вклад в развитие отечественного музыкального искусства и активную культурно-просветительскую деятельность.
В 2014 году по инициативе Министерства культуры РФ на базе развлекательного комплекса в Олимпийской деревне, где ранее располагался Государственный музыкальный театр под управлением Владимира Назарова, был основан концертный комплекс, получивший название «Филармония-2». Реализация проекта была поручена Московской филармонии. Большому залу, открытому 23 декабря 2014 года, было присвоено имя композитора Сергея Рахманинова.
16 января 2017 года в комплексе были открыты ещё 3 новых зала: Малый, Игровой и Виртуальный (кинозал). Малый зал имеет 215 мест. Виртуальный концертный зал рассчитан на 166 мест и предназначен для показа трансляции знаковых событий России и мира, а также шедевров российского и мирового музыкального кинематографа. Игровой зал создан специально для проведения мероприятий с маленькими детьми. На открытии новых залов присутствовали премьер-министр РФ Дмитрий Медведев и министр культуры РФ Владимир Мединский.
В 2020 году началась масштабная реставрация Концертного зала имени Чайковского, которую планируют завершить к 100-летию Московской филармонии. В том же году зал отпраздновал 80-летие. 

### 2020-е годы
В 2024 году генеральному директору Московской государственной академической филармонии Алексею Шалашову и художественному руководителю Александру Чайковскому была присуждена Государственная премия Российской Федерации в области литературы и искусства за вклад в развитие отечественной музыкальной культуры, просветительскую деятельность.

### 100-летие Московской филармонии
2 января 2021 года Президент России Владимир Путин подписал указ о праздновании столетия Московской филармонии.
В 2021—2022 гг. Московская филармония провела юбилейный сотый концертный сезон.  
8 августа 2022 года коллектив федерального государственного бюджетного учреждения культуры «Московская государственная академическая филармония» удостоен Благодарности Президента Российской Федерации за заслуги в развитии отечественной культуры и искусства, многолетнюю плодотворную деятельность.

Парочка возле сцены филармонии

## Действующие залы
- Концертный зал имени П. И. Чайковского

- Концертный зал имени С. В. Рахманинова в концертном комплексе «Филармония-2»
- Малый зал в концертном комплексе «Филармония-2»
- Игровой зал в концертном комплексе «Филармония-2»
- Виртуальный зал в концертном комплексе «Филармония-2»
- Камерный зал Московской филармонии
- Большой зал Московской консерватории

## Коллективы
- Академический симфонический оркестр Московской филармонии
- Российский государственный симфонический оркестр кинематографии

- Государственный академический русский народный хор имени М. Е. Пятницкого
- Российский национальный молодёжный симфонический оркестр

- Государственный академический ансамбль народного танца имени Игоря Моисеева
- Государственный академический хореографический ансамбль «Берёзка»
- Государственный академический камерный оркестр России
- Московский ансамбль современной музыки (МАСМ)
- Ансамбль солистов «Мадригал»
- Ансамбль солистов «Академия старинной музыки»
- ГАМ-ансамбль («Галерея актуальной музыки»)

## Ведущие солисты
- Элисо Вирсаладзе
- Владимир Спиваков
- Юрий Башмет
- Александр Рудин
- Вадим Репин
- Татьяна Гринденко
- Николай Луганский
- Борис Березовский
- Александр Гиндин
- Денис Мацуев
- Екатерина Мечетина
- Борис Андрианов
- Даниил Трифонов
- Артём Дервоед
- Филипп Копачевский
- Юрий Фаворин
- Никита Борисоглебский
- Айлен Притчин
- Александр Рамм
- Дмитрий Маслеев
- Иван Почекин
- Михаил Почекин
- Павел Милюков
- Андрей Гугнин
- Лукас Генюшас
- Анна Генюшене

- Александр Малофеев
- Дмитрий Шишкин
- Алексей Мельников
- Константин Емельянов